# Macaranga huahineensis
Macaranga huahineensis är en törelväxtart som beskrevs av Jacques Florence. Macaranga huahineensis ingår i släktet Macaranga och familjen törelväxter. IUCN kategoriserar arten globalt som sårbar. Inga underarter finns listade i Catalogue of Life.